# Wereldbeker langlaufen 2021/2022
De wereldbeker langlaufen 2021/2022 (officieel: Coop FIS Cross-Country World Cup 2021/2022) ging van start op 26 november 2021 in het Finse Kuusamo en eindigde op 13 maart 2022 in het Zweedse Falun. De wereldbeker werd georganiseerd door de Fédération Internationale de Ski. Het was de 41e editie van de wereldbeker voor zowel mannen als vrouwen.
De hoogtepunten van het seizoen waren de Tour de Ski en de Olympische Winterspelen 2022, de resultaten van dit laatste evenement telden echter niet mee voor de wereldbeker.
De langlaufer die aan het einde van het seizoen de meeste punten had verzameld, won de algemene wereldbeker. De Noor Johannes Høsflot Klæbo en de Russin Natalja Neprjajeva wonnen de algemene wereldbeker.

## Mannen

### Kalender
| Datum                                                             | Plaats                      | Onderdeel                             | Eerste                                                                           | Tweede                                                                       | Derde                                                                                         |
| ----------------------------------------------------------------- | --------------------------- | ------------------------------------- | -------------------------------------------------------------------------------- | ---------------------------------------------------------------------------- | --------------------------------------------------------------------------------------------- |
| 26/11/2021                                                        | Kuusamo                     | Sprint (klassieke stijl)              | Aleksandr Terentjev                                                              | Johannes Høsflot Klæbo                                                       | Erik Valnes                                                                                   |
| 27/11/2021                                                        | Kuusamo                     | 15 km klassieke stijl                 | Iivo Niskanen                                                                    | Aleksej Tsjervotkin                                                          | Aleksandr Bolsjoenov                                                                          |
| 28/11/2021                                                        | Kuusamo                     | 15 km vrije stijl (handicapstart)     | Aleksandr Bolsjoenov                                                             | Sergej Oestjoegov                                                            | Artjom Maltsev                                                                                |
| 03/12/2021                                                        | Lillehammer                 | Sprint (vrije stijl)                  | Johannes Høsflot Klæbo                                                           | Thomas Helland Larsen                                                        | Richard Jouve                                                                                 |
| 04/12/2021                                                        | Lillehammer                 | 15 km vrije stijl                     | Simen Hegstad Krüger                                                             | Hans Christer Holund                                                         | Martin Løwstrøm Nyenget                                                                       |
| 05/12/2021                                                        | Lillehammer                 | 4×7,5 km estafette                    | Noorwegen I Erik Valnes Emil Iversen Simen Hegstad Krüger Johannes Høsflot Klæbo | Rusland II Aleksandr Terentjev Ilja Semikov Artjom Maltsev Sergej Oestjoegov | Noorwegen II Pål Golberg Martin Løwstrøm Nyenget Hans Christer Holund Harald Østberg Amundsen |
| 11/12/2021                                                        | Davos                       | Sprint (vrije stijl)                  | Johannes Høsflot Klæbo                                                           | Sergej Oestjoegov                                                            | Richard Jouve                                                                                 |
| 12/12/2021                                                        | Davos                       | 15 km vrije stijl                     | Simen Hegstad Krüger                                                             | Johannes Høsflot Klæbo                                                       | Sergej Oestjoegov                                                                             |
| 18/12/2021                                                        | Dresden                     | Sprint (vrije stijl)                  | Håvard Solås Taugbøl                                                             | Federico Pellegrino                                                          | Lucas Chanavat                                                                                |
| 19/12/2021                                                        | Dresden                     | Teamsprint (vrije stijl)              | Noorwegen II Thomas Helland Larsen Even Northug                                  | Noorwegen I Sindre Bjørnestad Skar Håvard Solås Taugbøl                      | Rusland I Aleksandr Bolsjoenov Gleb Retivych                                                  |
| Tour de Ski 2021/2022                                             |                             |                                       |                                                                                  |                                                                              |                                                                                               |
| 28/12/2021                                                        | Lenzerheide                 | Sprint (vrije stijl)                  | Johannes Høsflot Klæbo                                                           | Richard Jouve                                                                | Lucas Chanavat                                                                                |
| 29/12/2021                                                        | Lenzerheide                 | 15 km klassieke stijl                 | Iivo Niskanen                                                                    | Aleksandr Bolsjoenov                                                         | Pål Golberg                                                                                   |
| 31/12/2021                                                        | Oberstdorf                  | 15 km vrije stijl (massastart)        | Johannes Høsflot Klæbo                                                           | Aleksandr Bolsjoenov                                                         | Sjur Røthe                                                                                    |
| 01/01/2022                                                        | Oberstdorf                  | Sprint (klassieke stijl)              | Johannes Høsflot Klæbo                                                           | Erik Valnes                                                                  | Pål Golberg                                                                                   |
| 03/01/2022                                                        | Val di Fiemme               | 15 km klassieke stijl (massastart)    | Johannes Høsflot Klæbo                                                           | Iivo Niskanen                                                                | Aleksej Tsjervotkin                                                                           |
| 04/01/2022                                                        | Val di Fiemme               | 10 km massastart (vrije stijl)        | Sjur Røthe                                                                       | Denis Spitsov                                                                | Friedrich Moch                                                                                |
| Eindklassement Tour de Ski:                                       | Eindklassement Tour de Ski: | Eindklassement Tour de Ski:           | Johannes Høsflot Klæbo                                                           | Aleksandr Bolsjoenov                                                         | Iivo Niskanen                                                                                 |
| 14/01/2022                                                        | Les Rousses                 | Sprint (vrije stijl)                  | Afgelast vanwege de coronapandemie                                               | Afgelast vanwege de coronapandemie                                           | Afgelast vanwege de coronapandemie                                                            |
| 15/01/2022                                                        | Les Rousses                 | 15 km vrije stijl                     | Afgelast vanwege de coronapandemie                                               | Afgelast vanwege de coronapandemie                                           | Afgelast vanwege de coronapandemie                                                            |
| 16/01/2022                                                        | Les Rousses                 | 15 km klassieke stijl (handicapstart) | Afgelast vanwege de coronapandemie                                               | Afgelast vanwege de coronapandemie                                           | Afgelast vanwege de coronapandemie                                                            |
| 22/01/2022                                                        | Planica                     | Sprint (klassieke stijl)              | Afgelast vanwege de coronapandemie                                               | Afgelast vanwege de coronapandemie                                           | Afgelast vanwege de coronapandemie                                                            |
| 23/01/2022                                                        | Planica                     | 30 km skiatlon                        | Afgelast vanwege de coronapandemie                                               | Afgelast vanwege de coronapandemie                                           | Afgelast vanwege de coronapandemie                                                            |
| 4 tot en met 20 februari: Olympische Winterspelen 2022 in Beijing |                             |                                       |                                                                                  |                                                                              |                                                                                               |
| 26/02/2022                                                        | Lahti                       | Sprint (vrije stijl)                  | Johannes Høsflot Klæbo                                                           | Lucas Chanavat                                                               | Sindre Bjørnestad Skar                                                                        |
| 27/02/2022                                                        | Lahti                       | 15 km klassieke stijl                 | Iivo Niskanen                                                                    | Johannes Høsflot Klæbo                                                       | William Poromaa                                                                               |
| 03/03/2022                                                        | Drammen                     | Sprint (klassieke stijl)              | Richard Jouve                                                                    | Wang Qiang                                                                   | Lucas Chanavat                                                                                |
| 06/03/2022                                                        | Oslo                        | 50 km klassieke stijl (massastart)    | Martin Løwstrøm Nyenget                                                          | Sjur Røthe                                                                   | Didrik Tønseth                                                                                |
| 11/03/2022                                                        | Falun                       | Sprint (klassieke stijl)              | Richard Jouve                                                                    | Joni Mäki                                                                    | Lucas Chanavat                                                                                |
| 12/03/2022                                                        | Falun                       | 15 km vrije stijl                     | Didrik Tønseth                                                                   | Calle Halfvarsson                                                            | Harald Østberg Amundsen                                                                       |
| Wereldbekerfinale                                                 |                             |                                       |                                                                                  |                                                                              |                                                                                               |
| 18/03/2022                                                        | Tjoemen                     | Sprint (vrije stijl)                  | Afgelast, vanwege de Russische invasie van Oekraïne                              | Afgelast, vanwege de Russische invasie van Oekraïne                          | Afgelast, vanwege de Russische invasie van Oekraïne                                           |
| 19/03/2022                                                        | Tjoemen                     | 15 km vrije stijl                     | Afgelast, vanwege de Russische invasie van Oekraïne                              | Afgelast, vanwege de Russische invasie van Oekraïne                          | Afgelast, vanwege de Russische invasie van Oekraïne                                           |
| 20/03/2022                                                        | Tjoemen                     | 15 km klassieke stijl (handicapstart) | Afgelast, vanwege de Russische invasie van Oekraïne                              | Afgelast, vanwege de Russische invasie van Oekraïne                          | Afgelast, vanwege de Russische invasie van Oekraïne                                           |
| Eindklassement wereldbekerfinale:                                 |                             |                                       | Afgelast, vanwege de Russische invasie van Oekraïne                              | Afgelast, vanwege de Russische invasie van Oekraïne                          | Afgelast, vanwege de Russische invasie van Oekraïne                                           |

### Eindstanden
| Algemene wereldbeker | Algemene wereldbeker    | Algemene wereldbeker | Algemene wereldbeker |
| #                    | Naam                    | Land                 | Punten               |
| -------------------- | ----------------------- | -------------------- | -------------------- |
| 1                    | Johannes Høsflot Klæbo  | NOR                  | 1375                 |
| 2                    | Aleksandr Bolsjoenov    | RUS                  | 878                  |
| 3                    | Iivo Niskanen           | FIN                  | 744                  |
| 4                    | Richard Jouve           | FRA                  | 614                  |
| 5                    | Erik Valnes             | NOR                  | 559                  |
| 6                    | Didrik Tønseth          | NOR                  | 527                  |
| 7                    | Martin Løwstrøm Nyenget | NOR                  | 501                  |
| 8                    | Harald Østberg Amundsen | NOR                  | 493                  |
| 9                    | Pål Golberg             | NOR                  | 489                  |
| 10                   | Lucas Chanavat          | FRA                  | 461                  |

| Afstandswereldbeker | Afstandswereldbeker     | Afstandswereldbeker | Afstandswereldbeker |
| #                   | Naam                    | Land                | Punten              |
| ------------------- | ----------------------- | ------------------- | ------------------- |
| 1                   | Iivo Niskanen           | FIN                 | 493                 |
| 2                   | Aleksandr Bolsjoenov    | RUS                 | 418                 |
| 3                   | Johannes Høsflot Klæbo  | NOR                 | 413                 |
| 4                   | Martin Løwstrøm Nyenget | NOR                 | 399                 |
| 5                   | Didrik Tønseth          | NOR                 | 383                 |
| 6                   | Sjur Røthe              | NOR                 | 316                 |
| 7                   | Aleksej Tsjervotkin     | RUS                 | 307                 |
| 8                   | Simen Hegstad Krüger    | NOR                 | 304                 |
| 9                   | Harald Østberg Amundsen | NOR                 | 300                 |
| 10                  | Hans Christer Holund    | NOR                 | 291                 |

| Sprintwereldbeker | Sprintwereldbeker      | Sprintwereldbeker | Sprintwereldbeker |
| #                 | Naam                   | Land              | Punten            |
| ----------------- | ---------------------- | ----------------- | ----------------- |
| 1                 | Richard Jouve          | FRA               | 568               |
| 2                 | Johannes Høsflot Klæbo | NOR               | 562               |
| 3                 | Lucas Chanavat         | FRA               | 461               |
| 4                 | Federico Pellegrino    | ITA               | 330               |
| 5                 | Håvard Solås Taugbøl   | NOR               | 324               |
| 6                 | Aleksandr Terentjev    | RUS               | 292               |
| 7                 | Erik Valnes            | NOR               | 270               |
| 8                 | Even Northug           | NOR               | 251               |
| 9                 | Gleb Retivych          | RUS               | 212               |
| 10                | Joni Mäki              | FIN               | 197               |

| U23 | U23                  | U23  | U23    |
| #   | Naam                 | Land | Punten |
| --- | -------------------- | ---- | ------ |
| 1   | Aleksandr Terentjev  | RUS  | 330    |
| 2   | Friedrich Moch       | GER  | 213    |
| 3   | William Poromaa      | SWE  | 162    |
| 4   | James Schoonmaker    | USA  | 113    |
| 5   | Valerio Grond        | SUI  | 79     |
| 6   | Ben Ogden            | USA  | 78     |
| 7   | Håvard Moseby        | NOR  | 71     |
| 8   | Lars Agnar Hjelmeset | NOR  | 58     |
| 9   | Olivier Léveillé     | CAN  | 52     |
| 10  | Håkon Skaanes        | NOR  | 51     |

| Bonus ranking | Bonus ranking           | Bonus ranking | Bonus ranking |
| #             | Naam                    | Land          | Punten        |
| ------------- | ----------------------- | ------------- | ------------- |
|               | Iivo Niskanen           | FIN           | 99            |
| 2             | Johannes Høsflot Klæbo  | NOR           | 75            |
| 3             | Didrik Tønseth          | NOR           | 61            |
| 4             | Martin Løwstrøm Nyenget | NOR           | 60            |
| 5             | Erik Valnes             | NOR           | 54            |
| 6             | Harald Østberg Amundsen | NOR           | 46            |
| 7             | Pål Golberg             | NOR           | 45            |
| 8             | Hans Christer Holund    | NOR           | 43            |
| 9             | Even Northug            | NOR           | 37            |
| 10            | Andrew Musgrave         | GBR           | 35            |

| Prijzengeld | Prijzengeld             | Prijzengeld | Prijzengeld |
| #           | Naam                    | Land        | CHF         |
| ----------- | ----------------------- | ----------- | ----------- |
| 1           | Johannes Høsflot Klæbo  | NOR         | 176.400     |
| 2           | Aleksandr Bolsjoenov    | RUS         | 91.525      |
| 3           | Iivo Niskanen           | FIN         | 74.400      |
| 4           | Richard Jouve           | FRA         | 53.250      |
| 5           | Erik Valnes             | NOR         | 37.000      |
| 6           | Didrik Tønseth          | NOR         | 34.150      |
| 7           | Martin Løwstrøm Nyenget | NOR         | 32.400      |
| 8           | Simen Hegstad Krüger    | NOR         | 30.300      |
| 9           | Håvard Solås Taugbøl    | NOR         | 29.600      |
| 10          | Lucas Chanavat          | FRA         | 28.850      |

## Vrouwen

### Kalender
| Datum                                                             | Plaats                      | Onderdeel                             | Eerste                                                                        | Tweede                                                       | Derde                                                                          |
| ----------------------------------------------------------------- | --------------------------- | ------------------------------------- | ----------------------------------------------------------------------------- | ------------------------------------------------------------ | ------------------------------------------------------------------------------ |
| 26/11/2021                                                        | Kuusamo                     | Sprint (klassieke stijl)              | Maja Dahlqvist                                                                | Johanna Hagström                                             | Maiken Caspersen Falla                                                         |
| 27/11/2021                                                        | Kuusamo                     | 10 km klassieke stijl                 | Frida Karlsson                                                                | Therese Johaug                                               | Katharina Hennig                                                               |
| 28/11/2021                                                        | Kuusamo                     | 10 km vrije stijl (handicapstart)     | Therese Johaug                                                                | Frida Karlsson                                               | Heidi Weng                                                                     |
| 03/12/2021                                                        | Lillehammer                 | Sprint (vrije stijl)                  | Maja Dahlqvist                                                                | Jessica Diggins                                              | Tiril Udnes Weng                                                               |
| 04/12/2021                                                        | Lillehammer                 | 10 km vrije stijl                     | Frida Karlsson                                                                | Therese Johaug                                               | Rosie Brennan                                                                  |
| 05/12/2021                                                        | Lillehammer                 | 4×5 km estafette                      | Rusland I Joelia Stoepak Natalja Neprjajeva Tatjana Sorina Veronika Stepanova | Zweden I Emma Ribom Frida Karlsson Ebba Andersson Moa Olsson | Noorwegen I Tiril Udnes Weng Heidi Weng Therese Johaug Helene Marie Fossesholm |
| 11/12/2021                                                        | Davos                       | Sprint (vrije stijl)                  | Maja Dahlqvist                                                                | Nadine Fähndrich                                             | Anamarija Lampič                                                               |
| 12/12/2021                                                        | Davos                       | 10 km vrije stijl                     | Therese Johaug                                                                | Jessica Diggins                                              | Frida Karlsson                                                                 |
| 18/12/2021                                                        | Dresden                     | Sprint (vrije stijl)                  | Maja Dahlqvist                                                                | Jonna Sundling                                               | Anamarija Lampič                                                               |
| 19/12/2021                                                        | Dresden                     | Teamsprint (vrije stijl)              | Zweden I Jonna Sundling Maja Dahlqvist                                        | Verenigde Staten I Jessica Diggins Julia Kern                | Slovenië I Eva Urevc Anamarija Lampič                                          |
| Tour de Ski 2021/2022                                             |                             |                                       |                                                                               |                                                              |                                                                                |
| 28/12/2021                                                        | Lenzerheide                 | Sprint (vrije stijl)                  | Jessica Diggins                                                               | Mathilde Myhrvold                                            | Anamarija Lampič                                                               |
| 29/12/2021                                                        | Lenzerheide                 | 10 km klassieke stijl                 | Kerttu Niskanen                                                               | Ebba Andersson                                               | Natalja Neprjajeva                                                             |
| 31/12/2021                                                        | Oberstdorf                  | 10 km vrije stijl (massastart)        | Jessica Diggins                                                               | Frida Karlsson                                               | Tatjana Sorina                                                                 |
| 01/01/2022                                                        | Oberstdorf                  | Sprint (klassieke stijl)              | Natalja Neprjajeva                                                            | Johanna Hagström                                             | Johanna Matintalo                                                              |
| 03/01/2022                                                        | Val di Fiemme               | 10 km klassieke stijl (massastart)    | Natalja Neprjajeva                                                            | Heidi Weng                                                   | Krista Pärmäkoski                                                              |
| 04/01/2022                                                        | Val di Fiemme               | 10 km massastart (vrije stijl)        | Heidi Weng                                                                    | Ebba Andersson                                               | Delphine Claudel                                                               |
| Eindklassement Tour de Ski:                                       | Eindklassement Tour de Ski: | Eindklassement Tour de Ski:           | Natalja Neprjajeva                                                            | Ebba Andersson                                               | Heidi Weng                                                                     |
| 14/01/2022                                                        | Les Rousses                 | Sprint (vrije stijl)                  | Afgelast vanwege de coronapandemie                                            | Afgelast vanwege de coronapandemie                           | Afgelast vanwege de coronapandemie                                             |
| 15/01/2022                                                        | Les Rousses                 | 10 km vrije stijl                     | Afgelast vanwege de coronapandemie                                            | Afgelast vanwege de coronapandemie                           | Afgelast vanwege de coronapandemie                                             |
| 16/01/2022                                                        | Les Rousses                 | 10 km klassieke stijl (handicapstart) | Afgelast vanwege de coronapandemie                                            | Afgelast vanwege de coronapandemie                           | Afgelast vanwege de coronapandemie                                             |
| 22/01/2022                                                        | Planica                     | Sprint (klassieke stijl)              | Afgelast vanwege de coronapandemie                                            | Afgelast vanwege de coronapandemie                           | Afgelast vanwege de coronapandemie                                             |
| 23/01/2022                                                        | Planica                     | 15 km skiatlon                        | Afgelast vanwege de coronapandemie                                            | Afgelast vanwege de coronapandemie                           | Afgelast vanwege de coronapandemie                                             |
| 4 tot en met 20 februari: Olympische Winterspelen 2022 in Beijing |                             |                                       |                                                                               |                                                              |                                                                                |
| 26/02/2022                                                        | Lahti                       | Sprint (vrije stijl)                  | Jonna Sundling                                                                | Emma Ribom                                                   | Maja Dahlqvist                                                                 |
| 27/02/2022                                                        | Lahti                       | 10 km klassieke stijl                 | Therese Johaug                                                                | Natalja Neprjajeva                                           | Krista Pärmäkoski                                                              |
| 03/03/2022                                                        | Drammen                     | Sprint (klassieke stijl)              | Maiken Caspersen Falla                                                        | Jonna Sundling                                               | Anamarija Lampič                                                               |
| 06/03/2022                                                        | Oslo                        | 30 km klassieke stijl (massastart)    | Therese Johaug                                                                | Krista Pärmäkoski                                            | Jonna Sundling                                                                 |
| 11/03/2022                                                        | Falun                       | Sprint (klassieke stijl)              | Jonna Sundling                                                                | Anamarija Lampič                                             | Maja Dahlqvist                                                                 |
| 12/03/2022                                                        | Falun                       | 10 km vrije stijl                     | Therese Johaug                                                                | Jonna Sundling                                               | Jessica Diggins                                                                |
| Wereldbekerfinale                                                 |                             |                                       |                                                                               |                                                              |                                                                                |
| 18/03/2022                                                        | Tjoemen                     | Sprint (vrije stijl)                  | Afgelast, vanwege de Russische invasie van Oekraïne                           | Afgelast, vanwege de Russische invasie van Oekraïne          | Afgelast, vanwege de Russische invasie van Oekraïne                            |
| 19/03/2022                                                        | Tjoemen                     | 10 km vrije stijl                     | Afgelast, vanwege de Russische invasie van Oekraïne                           | Afgelast, vanwege de Russische invasie van Oekraïne          | Afgelast, vanwege de Russische invasie van Oekraïne                            |
| 20/03/2022                                                        | Tjoemen                     | 10 km klassieke stijl (handicapstart) | Afgelast, vanwege de Russische invasie van Oekraïne                           | Afgelast, vanwege de Russische invasie van Oekraïne          | Afgelast, vanwege de Russische invasie van Oekraïne                            |
| Eindklassement wereldbekerfinale:                                 |                             |                                       | Afgelast, vanwege de Russische invasie van Oekraïne                           | Afgelast, vanwege de Russische invasie van Oekraïne          | Afgelast, vanwege de Russische invasie van Oekraïne                            |

### Eindstanden
| Algemene wereldbeker | Algemene wereldbeker | Algemene wereldbeker | Algemene wereldbeker |
| #                    | Naam                 | Land                 | Punten               |
| -------------------- | -------------------- | -------------------- | -------------------- |
| 1                    | Natalja Neprjajeva   | RUS                  | 973                  |
| 2                    | Jessica Diggins      | USA                  | 793                  |
| 3                    | Ebba Andersson       | SWE                  | 772                  |
| 4                    | Krista Pärmäkoski    | FIN                  | 763                  |
| 5                    | Therese Johaug       | NOR                  | 735                  |
| 6                    | Heidi Weng           | NOR                  | 704                  |
| 7                    | Kerttu Niskanen      | FIN                  | 695                  |
| 8                    | Anamarija Lampič     | SLO                  | 683                  |
| 9                    | Jonna Sundling       | SWE                  | 649                  |
| 10                   | Maja Dahlqvist       | SWE                  | 645                  |

| Afstandswereldbeker | Afstandswereldbeker | Afstandswereldbeker | Afstandswereldbeker |
| #                   | Naam                | Land                | Punten              |
| ------------------- | ------------------- | ------------------- | ------------------- |
| 1                   | Therese Johaug      | NOR                 | 735                 |
| 2                   | Frida Karlsson      | SWE                 | 480                 |
| 3                   | Krista Pärmäkoski   | FIN                 | 475                 |
| 4                   | Ebba Andersson      | SWE                 | 452                 |
| 5                   | Heidi Weng          | NOR                 | 424                 |
| 6                   | Kerttu Niskanen     | FIN                 | 417                 |
| 7                   | Katharina Hennig    | GER                 | 376                 |
| 8                   | Natalja Neprjajeva  | RUS                 | 365                 |
| 9                   | Jessica Diggins     | USA                 | 314                 |
| 10                  | Rosie Brennan       | USA                 | 311                 |

| Sprintwereldbeker | Sprintwereldbeker      | Sprintwereldbeker | Sprintwereldbeker |
| #                 | Naam                   | Land              | Punten            |
| ----------------- | ---------------------- | ----------------- | ----------------- |
| 1                 | Maja Dahlqvist         | SWE               | 638               |
| 2                 | Anamarija Lampič       | SLO               | 506               |
| 3                 | Jonna Sundling         | SWE               | 440               |
| 4                 | Jessica Diggins        | USA               | 351               |
| 5                 | Nadine Fähndrich       | SUI               | 329               |
| 6                 | Johanna Hagström       | SWE               | 322               |
| 7                 | Maiken Caspersen Falla | NOR               | 236               |
| 8                 | Julia Kern             | USA               | 235               |
| 9                 | Mathilde Myhrvold      | NOR               | 229               |
| 10                | Natalja Neprjajeva     | RUS               | 208               |

| U23 | U23                     | U23  | U23    |
| #   | Naam                    | Land | Punten |
| --- | ----------------------- | ---- | ------ |
| 1   | Frida Karlsson          | SWE  | 526    |
| 2   | Helene Marie Fossesholm | NOR  | 114    |
| 3   | Kristine Stavås Skistad | NOR  | 92     |
| 4   | Louise Lindström        | SWE  | 86     |
| 5   | Sophia Laukli           | USA  | 84     |
| 6   | Novie McCabe            | USA  | 66     |
| 7   | Veronika Stepanova      | RUS  | 65     |
| 8   | Jasmin Kähärä           | FIN  | 59     |
| 9   | Patrīcija Eiduka        | LAT  | 43     |
| 10  | Flora Dolci             | FRA  | 34     |

| Bonus ranking | Bonus ranking      | Bonus ranking | Bonus ranking |
| #             | Naam               | Land          | Punten        |
| ------------- | ------------------ | ------------- | ------------- |
|               | Kerttu Niskanen    | FIN           | 102           |
| 2             | Mathilde Myhrvold  | NOR           | 98            |
| 3             | Anamarija Lampič   | SLO           | 94            |
| 4             | Natalja Neprjajeva | RUS           | 88            |
| 5             | Johanna Hagström   | SWE           | 84            |
| 6             | Krista Pärmäkoski  | FIN           | 70            |
| 7             | Jessie Diggins     | USA           | 66            |
| 8             | Coletta Rydzek     | GER           | 64            |
| 9             | Therese Johaug     | NOR           | 60            |
| 10            | Tatiana Sorina     | RUS           | 51            |

| Prijzengeld | Prijzengeld        | Prijzengeld | Prijzengeld |
| #           | Naam               | Land        | CHF         |
| ----------- | ------------------ | ----------- | ----------- |
| 1           | Natalja Neprjajeva | RUS         | 119.450     |
| 2           | Therese Johaug     | NOR         | 87.000      |
| 3           | Jessica Diggins    | USA         | 76.375      |
| 4           | Jonna Sundling     | SWE         | 72.700      |
| 5           | Maja Dahlqvist     | SWE         | 71.200      |
| 6           | Ebba Andersson     | SWE         | 70.625      |
| 7           | Krista Pärmäkoski  | FIN         | 59.000      |
| 8           | Heidi Weng         | NOR         | 53.050      |
| 9           | Frida Karlsson     | SWE         | 52.025      |
| 10          | Kerttu Niskanen    | FIN         | 39.075      |

## Gemengd

### Kalender
| Datum      | Plaats | Onderdeel                         | Eerste                                                                         | Tweede                                                                     | Derde                                                                     |
| ---------- | ------ | --------------------------------- | ------------------------------------------------------------------------------ | -------------------------------------------------------------------------- | ------------------------------------------------------------------------- |
| 13/03/2022 | Falun  | 4×5 km gemengde estafette         | Verenigde Staten I Rosie Brennan Zak Ketterson Scott Patterson Jessica Diggins | Finland I Kerttu Niskanen Perttu Hyvarinen Iivo Niskanen Krista Pärmäkoski | Noorwegen I Heidi Weng Hans Christer Holund Didrik Tønseth Therese Johaug |
| 13/03/2022 | Falun  | Gemengde teamsprint (vrije stijl) | Zweden I Jonna Sundling Calle Halfvarsson                                      | Noorwegen II Tiril Udnes Weng Martin Løwstrøm Nyenget                      | Noorwegen I Lotta Udnes Weng Harald Østberg Amundsen                      |

## Landenklassementen
| Algemeen | Algemeen         | Algemeen |
| #        | Land             | Punten   |
| -------- | ---------------- | -------- |
| 1        | Noorwegen        | 8207     |
| 2        | Zweden           | 5436     |
| 3        | Rusland          | 4861     |
| 4        | Finland          | 4214     |
| 5        | Verenigde Staten | 2874     |
| 6        | Frankrijk        | 2566     |
| 7        | Duitsland        | 2449     |
| 8        | Italië           | 1901     |
| 9        | Zwitserland      | 1737     |
| 10       | Slovenië         | 1082     |

| Mannen | Mannen           | Mannen |
| #      | Land             | Punten |
| ------ | ---------------- | ------ |
| 1      | Noorwegen        | 4859   |
| 2      | Rusland          | 2903   |
| 3      | Frankrijk        | 1962   |
| 4      | Finland          | 1773   |
| 5      | Zweden           | 1454   |
| 6      | Italië           | 1221   |
| 7      | Duitsland        | 898    |
| 8      | Zwitserland      | 896    |
| 9      | Verenigde Staten | 677    |
| 10     | Canada           | 414    |

| Vrouwen | Vrouwen          | Vrouwen |
| #       | Land             | Punten  |
| ------- | ---------------- | ------- |
| 1       | Zweden           | 3982    |
| 2       | Noorwegen        | 3348    |
| 3       | Finland          | 2441    |
| 4       | Verenigde Staten | 2197    |
| 5       | Rusland          | 1958    |
| 6       | Duitsland        | 1551    |
| 7       | Slovenië         | 959     |
| 8       | Zwitserland      | 841     |
| 9       | Italië           | 680     |
| 10      | Frankrijk        | 604     |

## Reglementen

### Startquota
Elk land kan maximaal 10 startquota behalen voor alle wereldbeker wedstrijden.
Deze startplekken bestaan uit:
- De basis startquota "landenquota"
- Extra quotaplekken Continental Cups (COC) en algemene wereldbeker leiders
- Gastland quota

Voor etappewedstrijden gelden uitzonderingen op bovenstaande quotaplekken.
Het gastland van een wereldbeker heeft bovenop bovengenoemde quota, het recht op maximaal 2 extra startplekken voor onder 23-langlaufers per sekse.
Landenquota
| Land                  |      | Mannen | Mannen |       | Vrouwen | Vrouwen |  | Totaal |
| Land                  | Rang | Quota  | Rang   | Quota |         |         |  | Totaal |
| --------------------- | ---- | ------ | ------ | ----- | ------- | ------- |  | ------ |
| Rusland               |      | 1e     | 6      |       | 2e      | 6       |  | 12     |
| Noorwegen             | 2e   | 6      | 4e     | 6     | 12      |         |  |        |
| Zweden                | 6e   | 6      | 1e     | 6     | 12      |         |  |        |
| Zwitserland           | 5e   | 6      | 8e     | 6     | 12      |         |  |        |
| Finland               | 7e   | 6      | 6e     | 6     | 12      |         |  |        |
| Duitsland             | 8e   | 6      | 5e     | 6     | 12      |         |  |        |
| Verenigde Staten      | 9e   | 5      | 3e     | 6     | 11      |         |  |        |
| Italië                | 4e   | 6      | 10e    | 5     | 11      |         |  |        |
| Frankrijk             | 3e   | 6      | 12e    | 5     | 11      |         |  |        |
| Tsjechië              | 11e  | 5      | 9e     | 5     | 10      |         |  |        |
| Slovenië              | 16e  | 4      | 7e     | 6     | 10      |         |  |        |
| Oostenrijk            | 13e  | 4      | 11e    | 5     | 9       |         |  |        |
| Canada                | 14e  | 4      | 13e    | 4     | 8       |         |  |        |
| Estland               | 12e  | 5      | 19e    | 3     | 8       |         |  |        |
| Verenigd Koninkrijk   | 10e  | 5      | –      | 2     | 7       |         |  |        |
| Polen                 | 20e  | 3      | 16e    | 4     | 7       |         |  |        |
| Oekraïne              | 19e  | 3      | 17e    | 3     | 6       |         |  |        |
| Slowakije             | 22e  | 3      | 18e    | 3     | 6       |         |  |        |
| Japan                 | 25e  | 3      | 21e    | 3     | 6       |         |  |        |
| China                 | –    | 2      | 14e    | 4     | 6       |         |  |        |
| Andorra               | 15e  | 4      | –      | 2     | 6       |         |  |        |
| Letland               | –    | 2      | 15e    | 4     | 6       |         |  |        |
| Australië             | 17e  | 3      | –      | 2     | 5       |         |  |        |
| Litouwen              | 18e  | 3      | –      | 2     | 5       |         |  |        |
| Servië                | –    | 2      | 20e    | 3     | 5       |         |  |        |
| Ierland               | 21e  | 3      | –      | 2     | 5       |         |  |        |
| Wit-Rusland           | –    | 2      | 22e    | 3     | 5       |         |  |        |
| Bosnië en Herzegovina | 23e  | 3      | –      | 2     | 5       |         |  |        |
| Spanje                | 24e  | 3      | –      | 2     | 5       |         |  |        |
| IJsland               | 26e  | 3      | –      | 2     | 5       |         |  |        |
| Overige landen        | –    | 2      | –      | 2     | 4       |         |  |        |

| Rang Team Cup 2020/2021 | Landenquota |
| ----------------------- | ----------- |
| 1-8                     | 6           |
| 9-12                    | 5           |
| 13-16                   | 4           |
| 17-....                 | 3           |
| Geen                    | 2           |

Extra quotaplekken Continental Cups (COC) en algemene wereldbeker leiders
In aanvulling op de "landenquota" kunnen langlaufers deelnemen op basis van 'persoonlijke startquota'.
De winnaars van de algemene wereldbeker van het voorgaande seizoen mogen starten tijdens de 1e wereldbekerperiode van het opvolgende seizoen. De leiders van de algemene wereldbeker aan het eind van elke wereldbekerperiode hebben het recht op te starten in de volgende wereldbekerperiode:

| Wereldbekerperiode             | Eis                                                | Quotaplek mannen       | Quotaplek vrouwen  |
| ------------------------------ | -------------------------------------------------- | ---------------------- | ------------------ |
| 1e (26.11.2021 t/m 19.12.2021) | Winnaar "algemene wereldbeker" seizoen 2020/2021   | Aleksandr Bolsjoenov   | Jessica Diggins    |
| 2e (28.12.2021 t/m 04.01.2022) | Leider "algemene wereldbeker" 1e periode 2021/2022 | Johannes Høsflot Klæbo | Maja Dahlqvist     |
| 3e (14.01.2022 t/m 23.01.2022) | Leider "algemene wereldbeker" 2e periode 2021/2022 | Johannes Høsflot Klæbo | Natalja Neprjajeva |
| 4e (26.02.2022 t/m 20.03.2022) | Leider "algemene wereldbeker" 3e periode 2021/2022 | Johannes Høsflot Klæbo | Natalja Neprjajeva |

De algemene winnaars van de Continental Cups van het voorgaande seizoen, hebben het recht om te starten in de 1e wereldbeker van het opvolgende seizoen. De leiders van de Continental Cups (mannen en vrouwen) op de volgende data, hebben het recht om te starten in de wereldbekerwedstrijden van de volgende wereldbekerperiode:

| Wereldbekerperiode             | Eis                              | Naam Cup           | Quotaplekken mannen    | Quotaplekken vrouwen    |
| ------------------------------ | -------------------------------- | ------------------ | ---------------------- | ----------------------- |
| 1e (26.11.2021 t/m 19.12.2021) | Winnaars COC seizoen 2020/2021   | Australia/NZE Cup  | Phillip Bellingham     | Casey Wright            |
| 1e (26.11.2021 t/m 19.12.2021) | Winnaars COC seizoen 2020/2021   | Balkan Cup         | Paul Constantin Pepene | Tena Hadzic             |
| 1e (26.11.2021 t/m 19.12.2021) | Winnaars COC seizoen 2020/2021   | Eastern Europe Cup | Andrey Larkov          | Lilia Vasilieva         |
| 1e (26.11.2021 t/m 19.12.2021) | Winnaars COC seizoen 2020/2021   | Far East Cup       | Eunho Kim              | Chaewon Lee             |
| 1e (26.11.2021 t/m 19.12.2021) | Winnaars COC seizoen 2020/2021   | NorAm Cup (CAN)    | Niet gehouden          | Niet gehouden           |
| 1e (26.11.2021 t/m 19.12.2021) | Winnaars COC seizoen 2020/2021   | OPA Cup            | Arnaud Chautemps       | Lisa Lohmann            |
| 1e (26.11.2021 t/m 19.12.2021) | Winnaars COC seizoen 2020/2021   | Scandinavian Cup   | Niet gehouden          | Niet gehouden           |
| 1e (26.11.2021 t/m 19.12.2021) | Winnaars COC seizoen 2020/2021   | Slavic Cup         | Kacper Antolec         | Karolina Kaleta         |
| 1e (26.11.2021 t/m 19.12.2021) | Winnaars COC seizoen 2020/2021   | US Super Tour      | Ben Ogden              | Novie Maccabe           |
| 2e (28.12.2021 t/m 04.01.2022) | Leiders COC per 20 december 2021 | Australia/NZE Cup  | Phillip Bellingham     | Casey Wright            |
| 2e (28.12.2021 t/m 04.01.2022) | Leiders COC per 20 december 2021 | Balkan Cup         | Paul Constantin Pepene | Tena Hadzic             |
| 2e (28.12.2021 t/m 04.01.2022) | Leiders COC per 20 december 2021 | Eastern Europe Cup | Andrey Kuznetsov       | Ekaterina Smirnova      |
| 2e (28.12.2021 t/m 04.01.2022) | Leiders COC per 20 december 2021 | Far East Cup       | Eunho Kim              | Chaewon Lee             |
| 2e (28.12.2021 t/m 04.01.2022) | Leiders COC per 20 december 2021 | NorAm Cup (CAN)    | Niet gehouden          | Niet gehouden           |
| 2e (28.12.2021 t/m 04.01.2022) | Leiders COC per 20 december 2021 | OPA Cup            | Martin Collet          | Katherine Sauerbrey     |
| 2e (28.12.2021 t/m 04.01.2022) | Leiders COC per 20 december 2021 | Scandinavian Cup   | Didrik Tønseth         | Silje Theodorsen        |
| 2e (28.12.2021 t/m 04.01.2022) | Leiders COC per 20 december 2021 | Slavic Cup         | Kacper Antolec         | Karolina Kaleta         |
| 2e (28.12.2021 t/m 04.01.2022) | Leiders COC per 20 december 2021 | US Super Tour      | Zak Ketterson          | Alayna Sonnesyn         |
| 3e (14.01.2022 t/m 23.01.2022) | Leiders COC per 10 januari 2022  | Australia/NZE Cup  | Phillip Bellingham     | Casey Wright            |
| 3e (14.01.2022 t/m 23.01.2022) | Leiders COC per 10 januari 2022  | Balkan Cup         | Niet gehouden          | Niet gehouden           |
| 3e (14.01.2022 t/m 23.01.2022) | Leiders COC per 10 januari 2022  | Eastern Europe Cup | Ilia Poroshkin         | Ekaterina Smirnova      |
| 3e (14.01.2022 t/m 23.01.2022) | Leiders COC per 10 januari 2022  | Far East Cup       | Takanori Ebina         | Masae Tsuchiya          |
| 3e (14.01.2022 t/m 23.01.2022) | Leiders COC per 10 januari 2022  | NorAm Cup (CAN)    | Niet gehouden          | Niet gehouden           |
| 3e (14.01.2022 t/m 23.01.2022) | Leiders COC per 10 januari 2022  | OPA Cup            | Théo Schely            | Katherine Sauerbrey     |
| 3e (14.01.2022 t/m 23.01.2022) | Leiders COC per 10 januari 2022  | Scandinavian Cup   | Mattis Stenshagen      | Silje Øyre Slind        |
| 3e (14.01.2022 t/m 23.01.2022) | Leiders COC per 10 januari 2022  | Slavic Cup         | Kacper Antolec         | Karolina Kaleta         |
| 3e (14.01.2022 t/m 23.01.2022) | Leiders COC per 10 januari 2022  | US Super Tour      | Martin Adam            | Rosie Frankowski        |
| 4e (26.02.2022 t/m 20.03.2022) | Leiders COC per 21 februari      | Australia/NZE Cup  | Phillip Bellingham     | Casey Wright            |
| 4e (26.02.2022 t/m 20.03.2022) | Leiders COC per 21 februari      | Balkan Cup         | Daniel Peshkov         | Anja Ilić               |
| 4e (26.02.2022 t/m 20.03.2022) | Leiders COC per 21 februari      | Eastern Europe Cup | Ilia Poroshkin         | Ekaterina Smirnova      |
| 4e (26.02.2022 t/m 20.03.2022) | Leiders COC per 21 februari      | Far East Cup       | Kim Minwoo             | Lee Eui-jin             |
| 4e (26.02.2022 t/m 20.03.2022) | Leiders COC per 21 februari      | NorAm Cup (CAN)    | Antoine Cyr            | Katherine Stewart-Jones |
| 4e (26.02.2022 t/m 20.03.2022) | Leiders COC per 21 februari      | OPA Cup            | Théo Schely            | Lisa Lohmann            |
| 4e (26.02.2022 t/m 20.03.2022) | Leiders COC per 21 februari      | Scandinavian Cup   | Mattis Stenshagen      | Marte Skaanes           |
| 4e (26.02.2022 t/m 20.03.2022) | Leiders COC per 21 februari      | Slavic Cup         | Dominik Bury           | Monika Skinder          |
| 4e (26.02.2022 t/m 20.03.2022) | Leiders COC per 21 februari      | US Super Tour      | Martin Adam            | Rosie Frankowski        |

Gastland quota
Het organiserende land heeft het recht om maximaal 10 extra langlaufers in te schrijven (uitgezonderd Tour de Ski: maximaal 5 extra langlaufers). Hierbij dient rekening gehouden te worden met de eis dat er maximaal 10 langlaufers per land per wereldbekerwedstrijd mogen deelnemen.
Tour de Ski & Wereldbekerfinale
In de etappewedstrijden Tour de Ski & de Wereldbekerfinale heeft elk land recht op maximaal 10 startquota.
Deze startplekken bestaan uit:
- De basis startquota "landenquota"
- Extra quotaplekken Continental Cups (COC) en algemene wereldbeker leiders
- Gastland quota
- De beste 20 langlaufers (mannen en vrouwen) volgens de huidige sprintwereldbeker stand.

Estafette of teamsprint tijdens wereldbeker
Indien er een estafette of teamsprint wordt georganiseerd tijdens een wereldbeker, hebben landen met een afstand- of sprint startquota van 3, het recht om met 4 langlaufers te starten, in individuele wedstrijden tijdens dezelfde wereldbeker. Dit heeft geen betrekking op het organiserende land (vanwege de "gastland quota") en de landen met extra quota voor Continental Cups atleten.
Quota's voor teamwedstrijden (estafette en teamsprint)
Elk land heeft het recht om bij estafette of teamsprint wedstrijden, met 2 teams deel te nemen. Bij gemengde teamwedstrijden mag elk land 1 team inschrijven.

## Uitzendrechten
- Europa: Eurosport[a][15][16]
- Denemarken: NENT (TV3 Sport, TV3 Max en Viaplay)
- Duitsland: ARD/ZDF[17][18] en Eurosport
- Finland: NENT (Viaplay; uitgezonderd Zwitserse en Oostenrijkse wedstrijden) en YLE[19][20]
- Italië: Rai Sport en Eurosport
- Kroatië: HRT 2 en Eurosport
- Noorwegen: NENT (TV3 Norge en Viaplay)

- Oostenrijk: ORF[21] en Eurosport
- Slovenië: RTV SLO en Eurosport
- Slowakije: Dvojka en Eurosport
- Tsjechië: CT Sport en Eurosport
- Zweden: NENT (TV6 en Viaplay)[22][23]
- Zwitserland: SRG SSR[24] en Eurosport

1. ↑  Eurosport heeft de exclusieve rechten in: Albanië, Andorra, Armenië, Azerbeidzjan, België, Bosnië en Herzegovina, Bulgarije, Cyprus, Estland, Frankrijk (geselecteerde races), Georgië, Hongarije, Ierland, Israël, Kazachstan, Kosovo, Kirgizië, Letland, Liechtenstein, Litouwen, Luxemburg, Malta, Moldavië, Monaco, Montenegro, Nederland, Polen, Portugal, Oekraïne, Oezbekistan, Spanje, Tadzjikistan, Turkmenistan, Noord-Macedonië, Roemenië, Rusland, Servië, Turkije, Verenigd Koninkrijk, Wit-Rusland